# Flyspray
Flyspray ist als freie Webanwendung ein Bugtracker.

## Entwicklung
Flyspray wird zur Verwaltung und Verfolgung von Hinweisen auf Programmfehler (Fehlerberichte bzw. englisch: bug reports) und von Wünschen nach zusätzlichen Funktionen (englisch: feature requests) eingesetzt. Flyspray wurde ursprünglich speziell für das Psi-Jabber-Client-Projekt entwickelt und wurde dann unter der LGPL 2.1 Lizenz zugänglich gemacht. Es wurde mit PHP entwickelt.
Konkretes Anliegen war es, eine leichtgewichtige, einfach zu benutzende und intuitive Bugtracking-Lösung bereitzustellen, um Projekte effektiv zu managen.

## Verwendung
Flyspray zeichnet sich durch eine einfache Installation sowie seine zugängliche Benutzeroberfläche aus. Des Weiteren ist es auf die Verwaltung mehrerer Projekte ausgelegt, welche mittels des globalen und projektbezogenen Berechtigungssystems Benutzern zugänglich gemacht werden. Aufgaben können z. B. als CSV-Datei exportiert und in anderen Anwendungen aufbereitet werden. Flyspray ist dabei fokussiert auf die Funktion als Bug Tracker.
Projekte wie TortoiseSVN, DokuWiki, Arch Linux, Qcad und viele andere nutzen das Tool.

## Rezeption
LinuxLinks findet die plattform-unabhängig gut und hebt hervor, dass Flyspry mehrere Datenbanken wie MySQL und PostgreSQL unterstützt. Das Tool wäre einfach zu installieren und zu benutzen. Auch Testtool Review verweist auf diese Vorteile und hebt hervor, dass Flyspray unkompliziert zu bedienen sei. Da der Quellcode verfügbar sei, können die User ihn an Ihre Bedürfnisse anpassen. Auch der Mitwettbewerber Trac hält Flyspray für ein unkompliziert zu nutzendes Tools und hebt die Multiprojekt-Unterstützung hervor. Kritik äußern Allen Cypher, Mira Dontcheva, Tessa Lau und Jeffrey Nichols in ihrem Buch „No Code Required“. Sie merken an, dass gelegentlich die Anzahl der benötigten Klicks zu hoch sei und die Schnittstellen nicht immer effizient arbeiten. Auf der 60. Jahrestagung der Deutschen Gesellschaft für Medizinische Informatik, Biometrie und Epidemiologie wurde Flyspray neben Jira als nützliches Bugtrackingtool vorgestellt, dass weitere zusätzlichen Funktionen für die Softwareentwicklung bereitstellt. Helmut Balzert nennt in seinem „Lehrbuch der Softwaretechnik“ neben Jira und Bugzilla Flyspray als Fehler- und Änderungsmanagementwerkzeug.